# Richard Anthony Muttkowski
Richard Anthony Muttkowski (* 4. März 1887 Milwaukee (Wisconsin); † 1943) war ein US-amerikanischer Entomologe.
Nachdem er 1904 am St. Lawrence College, am St. Paul Seminary und an der University of Wisconsin einen Bachelor of Arts erhalten hatte, arbeitete er von 1906 bis 1912 als Zoologe im Milwaukee Public Museum. 1916 erlangte er den Ph.D. an der University of Wisconsin und arbeitete ein Jahr an der University of Missouri. im Jahr 1917 trat er wiederum für ein Jahr eine Position am Kansas State College an. An der University of Idaho verbrachte er die Jahre von 1919 bis 1922. Seine Professur für Biologie, die er an der University of Detroit ab 1922 innehatte, behielt er bis zu seinem Tod.
Seine meistbeachteten Veröffentlichungen machte er im Feld der experimentellen Biologie und der Physiologie von Insekten.